# A két szomszédvár
A két szomszédvár Vörösmarty Mihály hexameterben írt elbeszélő költeménye, négy énekből álló kiseposz.
1830 végén – 1831 első felében  keletkezett. Először az Aurora almanach 1832-ben kiadott számában jelent meg.
A költemény Kun László király uralkodása idején, a 13. század utolsó harmadában játszódik. Tárgya egy vérbosszú: egy fiatal nemes családja lemészárlásáért bosszút áll a rivális gyűlölködő család tagjain. A történetnek nincs semmilyen mondai alapja.  
A Sárvíz környékén, ahol a cselekmény zajlik, 1924-ben még ismertek egy évszázados történetet két ellenségeskedő testvérről, akik Sárpentelén laktak és kúriáik ablakából lövöldöztek egymásra. A történetet ismertető Tolnai Vilmos valószínűnek tartotta, hogy Vörösmarty ismerte ezt a hagyományt, és talán ebből vette a költemény meséjét.

## Cselekménye
Első ének
A dunántúli Sárvíz vidékén, a címben szereplő két szomszédos várban két család él. A Sámson- és a Káldor-család tagjai nemzedékeken át öröklődő gyűlöletet táplálnak egymás iránt. A fiatal Sámson Tihamér lovag hazaérkezik Kun László király II. Ottokár elleni hadjáratából. Amint megérkezik az úrhidai várba, szörnyű látvány fogadja: távollétében megtámadták és lemészárolták az egész Sámson családot. Tihamér, a Sámsonoknak immár utolsó ivadéka biztos benne, hogy szomszédai, a Ságon lakó Káldorok követték el a gaztettet. Bosszút esküszik és Istenhez fordul imájával, melyben magára kér minden büntetést („sem földön, sem síromban, sem azontúl, / Úgy ne legyen nyugodalmam…”), ha nem tartaná be fogadalmát:
                                                         megtorlani házam elestét:

                     Testvérért testvér és házatya hulljon atyáért;

                     Szolgák szolgáért pusztuljanak, és legyen, aki

                     Felmarad a fajból, rabnőm a káldori lányzó:

                     Lássam szép fiatalságát hervadni buvában,

                     S hallhassam panaszát, az enyémmel gyászban egyenlőt.

  A kiseposz teljes szövege a Wikiforrásban.
Az égben lakó „örök isten”-hez szóló ima után egy másik fohászt is mond a „bosszúálló isten”-hez. Hosszabb monológban búcsút vesz kedves lovától és pogány áldozati szertartásként leöli, magányosan halotti tort ül megsütött húsából. Másnap Fehérvárra megy, ahol a királytól engedélyt kér és kap, hogy egyenként párviadalra hívja ki a Káldorokat. 
                     Kérlek azért, törvény által büntetni ne hagyjad

                     Őt, de megengedd, hogy viadalra kihíjam egyenként

                     Vérem dúlóit s gyönyöröm lesz benne, ha vesznek.

                     Aki pedig tán élve marad s engem megöl, annak

                     Bár gonoszat tett is, legyen érte bocsánat örökre.
A király inkább maga hajtaná végre a Káldort megillető büntetést, de így enged Tihamér kérésének.
Második ének
Ságon Káldorék győzelmi lakomát tartanak. Sorban érkezik Káldor, majd két fia: Ipoly és Petur, utánuk a legkisebb fiú, Simon, aki most látott először harcot. „Hallgata és atyját titkon vádolta magában.” Végül belép Káldor lánya, aki semmit nem tud, csak sejti a családok közötti viszályt.
                     Lelke szelíd érzelmekből és szent akaratból

                     Volt gyönyörű öszhang s hítták vala szép Enikőnek.
A lakomára beállít a király hírnöke és meghozza az üzenetet: Tihamér bosszút állni jön az öldöklésért és egyenként párviadalra hívja őket, a király pedig megtiltja a cselvetést, vagy hogy ketten egyszerre rátámadjanak. Káldor megkönnyebbül, mert kemény megtorlástól tartott. Megérkezik Tihamér, legyőzi Káldor elsőként jelentkező hű emberét, majd többeket is megöl. Éjjel Petur és Ipoly külön, egymásról nem tudva, titokban Tihamér várába megy, hogy megküzdjön vele. Véletlenül összetalálkoznak, sisakban és vértben tévedésből összecsapnak és egymást ölik meg. Apjuk másnap borzadva látja kitűzve fejüket a sámsoni vár kapujára. 
Harmadik ének
Káldor rávenné Simont, a szelíd legkisebb fiát, hogy Tihamért lesből nyilazva sebesítse meg, a kegyelemdöfést majd ő maga elvégzi. Simon önérzetesen visszautasítja, majd Enikő előtt feltárja a történteket és tőrt ad neki arra az esetre, „…ha magadra hagyatnál, / És látnál közeledni veszélyt”. Azután apját megelőzve kiszökik a várból és amikor a viadalban mint „verekedni tudatlan” halálos sebet kap, nem magának, hanem Enikő számára kér kegyelmet. Tihamért mardosni kezdi a lelkiismeret:
                                                                           az ölésben

                     Nincs gyönyöröm többé; inkább irtózni magamtól,

                     Díja csatámnak, azóta, hogy ifju szemeidnek

                     Fénye lehúnyt s panaszos szavaid füleimbe hatottak.

                     ---

                     Vajha ez életben ne találtuk volna föl egymást!

                     Vagy te ne lennél káldori faj, vagy sámsoni vér én.
Tihamér egy pillanatig arra gondol, hogy esetleg megnyugszik és hazatér. „De közelgete Káldor…”. Az apa ugyanis a várfalról látta harmadik fia vesztét és most benne is kétség támad: 
                     Két hatalom küzdött zúdúlt lelkében egyenlőn,

                     A boszu és bánat; de erőt vőn végre boszúja,

                     Az lön az úr s egyedűl annak hallgatja parancsát.
Kiáll tehát a Sámson-fiú ellen, és első harcuk eldöntetlen marad. Szünetet tartanak, visszavonulnak várukba, ezalatt Káldor eltemeti fia holttestét.
Negyedik ének
A várban látja Káldor „A testvértelenűl sínlődő lányka keservét”, és igyekszik őt megvígasztalni. Titkolja Enikő előtt, hogy súlyosan megsebesült. Beköti sebét, majd felveszi azt az erős, díszes páncélruhát, melyet korábban Sámson várából rabolt el. Ám ez a páncélruha sem menti meg, és elesik a viadalban. Tihamér könyörtelenül beváltotta fogadalmát. Most leveszi a halottról és magára ölti a fényes páncélruhát, mely amúgy is őt illeti, és sisakját leeresztve, győztesként indul az ellenséges várba. Enikő boldogan ismeri fel a vértezetet, apját sejti benne és kinyitja a kapukat. Amikor a belső terembe érnek, Tihamér feltolja sisakját, és Enikő „a szörnyű csalatás” láttán elájul. Utoljára egy sóhajtásra még kinyitja szemét: „"Meglátjuk, Tihamér, egymást!" így szól vala halkan / "Éjfélben s éjfélek után." És szózata megszűnt.”
                     Őt Tihamér a sági mezőn sírjába letette,

                     S mint az elégett ház, állt szörnyű tettei végén.
Igazi büntetése csak ezután következett. A lány ezentúl kísértetként minden éjfélkor megjelent előtte szépen, fiatalon, és Tihamérnak állandóan végig kellett néznie, ahogy fokozatosan elveszti szépségét, lehervad és elájul. Minden éjjel újra. Tihamér gyötrődve megásta a sírját, hogy belefeküdjön meghalni, „buzogányát tette szivére, / Hogy nehezen fekügyék, mint a sors átkai, rajta.” Ám a kísértet ott is megjelent, nem hagyta nyugodni a földben.
                               s Tihamér iszonyodva szökött ki helyéből,

                     S ment mind vad, melynek fekvét fölverte vadászeb,

                     A vadon életnek ment bolygani tömkelegében,

                     És a sági vidék nem látá őtet azontúl.

                               A két vár pedig omladozott, bús fészke bagolynak,

                     S a viharok zordon hárfája, hol a rohanó szél

                     Nyílt kapuk és ajtók szárnyait verdeste falakhoz,

                     S messze süvöltő dalt zengett a puszta határnak.

## Fogadtatása, értékelések
Vörösmarty Mihály egy nagy eposszal, a Zalán futásával lépett fel és szerzett hírnevet (megjelent 1825-ben). Ezt bő öt éven át gyorsan követték kisebb elbeszélő költeményei, melyekben Kazinczy és Berzsenyi klasszicista ideáljai ellenében egy új életérzés és új stílus, a romantika jelentkezik, többnyire épp a klasszicista iskolára jellemző hexameteres formában. Vörösmarty pályájának ezt a részét nevezik néha „(kis)epikai korszaknak”, melyet épp A két szomszédvár zárt le. 
A költemény a távoli lovagkorban, Kun László király idejében játszódik. Tárgya egy szörnyű vérbosszú története, melyet az öldöklés, a pusztulás, a rémdrámák levegője hat át. Kortárs bírálói éppen ezért a tárgyáért marasztalták el a művet: Berzsenyi Dániel dicsérte nyelvét és verselését, de jónak látta a szerzőt arra kérni, hogy „emberibb és természetesb tárgyokat válosszon, ’s ne tartsa lantjához méltónak az olly kannibálokat, mint a’ két szomszédvári hősek”. Toldy Ferenc kezdetben (1836) lelkesedett érte, ,,egy eposi Shakespeare, egy költő-prometheus, teremtménye: ez a canticum canticorumja [énekek éneke] a' gyűlölség poésisának” nevezte. Későbbi irodalomtörténeti munkájában (1864) már szertelenségéért, örömtelen tartalmáért hibáztatta a költeményt. Kölcsey is idegenkedett a műtől, pontosabban annak „undok tárgy”-ától (1832), de már Erdélyi János az értékeit emelte ki. 
Az irodalomtörténet végül A két szomszédvárt tartotta a költő legjobb elbeszélő költeményének. Gyulai Pál hosszan és lelkesen dicsérte (1866): „Vörösmarty romantikus iránya itt nyilatkozik a legmerészebben és legművésziebben egyszersmind. A szenvedélyek egész erejökben, sőt vadságukban tombolnak, de küzdelmökben mély bensőség, az örök emberi nyilvánul, s a katasztrófán az erkölcsi eszme fönsége uralkodik. A lírai elem háttérbe szorul az epikai elől, csak kíséri, beleolvad, és ritkán csap a szónokiasba; a cselekvény teljesen kifejezi az alapeszmét, s minden részlet, minden személy az egész szervezetéből nő ki.” Az olvasó Tihamér iránti kezdeti részvéte fokozatosan csökken; a vége felé a hőst már önvád kínozza, írtózik önmagától. Enikő szelíd, tiszta alakja előtt és utolsó mondatának súlya alatt erkölcsileg megsemmisül. „Vörösmarty egyetlen művében sincs ily tragikai erős összeütközés, ily fönséges költői igazságszolgáltatás, s a tárgy szokatlansága, a szenvedélyek merész rajza mellett is ily tiszta benső forma.”
Riedl Frigyes (1906) fenntartásait is hangoztatja Vörösmarty „legjelesebb époszá”-val kapcsolatban. Hibájának tartja „a szertelenséget, a szörnyű iránti hajlamot... Ennek az éposznak fősajátsága, hogy Vörösmarty megtalálta benne a szörnyű poézisét… És mi most a költői ebben a sok szörnyűségben? – kérdezi és válaszol rá: – Tihamér maga a szörnyűségek szerzője, de egyszerre a szörnyűségek közepett áttör lelkén az örök emberi, áttör a lelkiismeret. Megjelenik a vér, az öldöklés közepette ez az isteni szikra az emberben. Látjuk őt, hogy sajnálkozik és felébred benne a tragikus végzetszerűségnek az érzete… Midőn aztán Enikőt látja összeesni, akkor érzi "borzasztó tetteinek bérét". Ugyanez az emberi érzés megvan Káldorban is.” Már Riedl Frigyes is észrevette (mint később mások is) az eposz drámaiságát, és hogy ez szinte előkészülete Vörösmarty drámai pályájának: „A munka, mint éposz kitűnik Vörösmarty époszai közül abban, hogy igen zárt, kerek, dramatikus kompozíció; itt nincs a szerkezetnek az a nyugtalansága, melyet Vörösmarty többi époszaiban találunk. Itt majdnem megvan a hely-egység, igen gyorsan történik minden és mindent magunk előtt látunk.” Lejjebb azonban (122. o.) úgy vélekedik, hogy eposzaiban Vörösmarty „nem elég jó elbeszélő. Különösen nem ért az összefüggés, a kapcsolat megtalálásához.”
Petri Mór A két szomszédvár (1893-94) című munkájában soronként szembeszáll Berzsenyi ítéletével – olvashatjuk a Vörösmarty kritikai kiadás 5. kötetében –, „fő érdeme azonban mégis az, hogy felismeri A két szomszédvár fejlődéstörténeti szerepét Vörösmarty és az egész magyar irodalom vonatkozásában. A "Két szomszédvár nyíltan kitűzte a forradalom zászlaját, mely fennen lobogtatva hirdette a képzelet szabadságát, a romanticizmus ébredését a klasszicizmus roskadozó várfalai felett". A mű határjelölő oszlop Vörösmarty epikus pályáján is, aki így a romantika diadalával zárja epikai pályáját.”
Vörösmarty korábbi kiseposzainak „alkati hibája” Zsigmond Ferenc szerint (1940), hogy a fő eseménynél jóval nagyobb szerepet kapnak az epizódok, ezért szerkezetük aránytalan. A két szomszédvárban ez nem így van: a cselekmény mind a négy énekben egy mederben folyik, nincsenek kitérők, „a vérbosszú sötét terve művészi kerekséggel futja meg pályavonalát, pusztulásba vivén mindenkit, végül önmagát is. Jellemrajz, szerkezet, a tárgyhoz illő s belőle áradó hangulat: mindez tökéletes példája a művészi sikernek. Enikő rajzában a Perczel Etelka iránti szerelem emlékező gyöngédsége vezette költőnk képzeletét.”
Napjainkban Szilágyi Márton foglalkozott behatóbban A két szomszédvárral (2019). 
Ebben elhatárolódik Waldapfel József 1957-ben kifejtett, majd 1975-ben Horváth Károly által interpretált véleményétől, amely szerint „e művében Vörösmarty voltaképpen leszámol a feudális morállal, amelynek illúziói régebbi eposzaiban még érvényesültek.” Az 1960-as évek nagy irodalomtörténeti kézikönyvében egyébként hasonló megfogalmazást találunk: a mű „pesszimizmusa egyben ítélet is a feudális világ rémségei fölött.”
Szilágyi Márton felfogása szerint döntő fontosságú, hogy a történet IV. (Kun) László uralkodásakor, a „visszapogányosodás” időszakában játszódik. Az eposzban ugyanis Vörösmartynál „a magyar középkor világának s egy pogány szemlélet összepárosításának a kísérletéről van szó.” Tihamér két világ határán van, és ez abban is megmutatkozik, hogy „először a kereszténység istenéhez könyörög, majd pogány módra teszi ugyanezt.” A tanulmány egyik fontos megállapítása a főhős személyére vonatkozik: „A mű egyik legnagyobb bravúrja Tihamér alakjának átértékelődése: igazságtevő hősből miként válik a bosszú angyalává, s ezzel párhuzamosan a legfôbb ellenfél, Káldor hogyan lesz gyilkosból az egyetlen tiszta embernek, Enikőnek az önfeláldozó védelmezőjévé.”
Mindaz a büntetés, melyeket Tihamér imájában („sem földön, sem síromban, sem azontúl, / Úgy ne legyen nyugodalmam…”) arra az esetre kért, ha fogadalmát nem tartaná be, utoléri most annak ellenére – vagy éppen azért –, mert fogadalmát betartotta, maradéktalanul végrehajtotta a vérbosszút. Enikő hervadását is láthatja, ahogy kívánta, de nem egyszer, hanem minden éjjelen. Az egymást öldöklő harcnak nincsen győztese, a két „szomszédvár” mindegyike elpusztul.